# アナンキョクオットセイ
アナンキョクオットセイ（Arctocephalus tropicalis）はインド洋、太平洋、大西洋の南半球側に生息するオットセイ。ジョン・エドワード・グレイによって1872年にオーストラリア北部で回収された標本から初めて記載されたため、不適切な種小名 tropicalis が付けられた。

## 形態
他のオットセイと比較し、サイズは中くらいである。オスは体長2m、体重160kg。メスは体長1.4m、体重50kg。性的二形が激しいが、オス・メスとも胸と顔がクリームオレンジ色である。腹はより灰色である。オスの背中は暗灰色から黒色、メスの背中は明灰色である。オスは頭頂部に暗色の毛房があり、興奮すると直立する。仔は生誕時には黒色だが、生後3ヶ月に黒色の毛は抜ける。口吻は短く平らであり、鰭は短く広い。20-25歳まで生きる。

## 分布

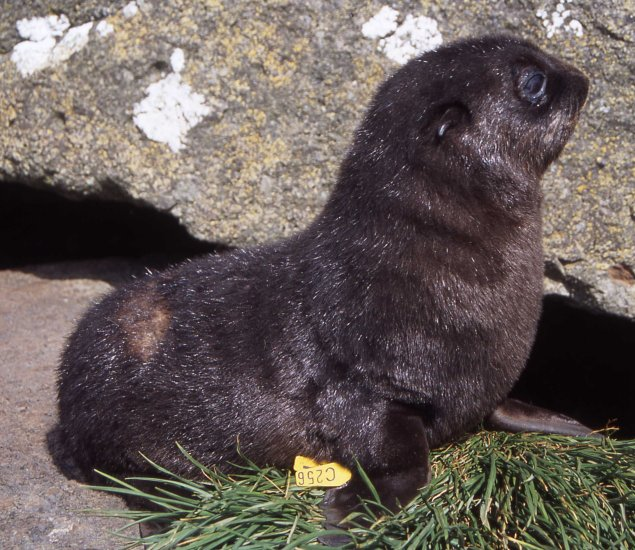
子供（クローゼット諸島）

分布は広い。種名から想像できるように、ナンキョクオットセイよりは北（低緯度）で繁殖する。最大の繁殖コロニーは南大西洋のゴフ島とインド洋南部のアムステルダム島にある。繁殖地はプリンスエドワード諸島のマリオン島（ナンキョクオットセイと同居）、クローゼット諸島、マッコリー島にも見つかっている。ナンキョクオットセイと同居するところでは、アナンキョクオットセイは胸のオレンジ色で見分けることができる。
現在の生息数は30万頭だが、19世紀に乱獲されたため、1810年に最初に発見された時より数は減っていると思われる。しかしながら、個体群は、南極アザラシの保存に関する条約の保護下にある間、ほとんどの地域で急速に回復している。ハード島の少数の個体群は絶滅の危機に瀕している。狩猟により遺伝的変異が少ないことが原因で1900年までに1つの繁殖コロニーを除くすべてが絶滅したナンキョクオットセイとは異なり、アナンキョクオットセイの多様性は高いまま保たれている。

## 行動生態

### 繁殖
他のオットセイと同様、アナンキョクオットセイは海岸で大きな群れになり、出産する。一夫多妻制で、群れを支配するオスは、6～20頭のメスから成るハーレムを守る。出産期は11月から1月である。妊娠は51ヶ月ほどかかり、1仔を出産する。仔が生後8-12日で、メスは再び繁殖活動をする。オスは3-4歳から交尾が可能になるが、通常は10-11歳になるまでハーレムを持てない。メスは5歳で性成熟する。

### 生活環
生後11ヶ月まで、仔は母乳（脂肪を39％含む）で育つ。この期間は岩場で過ごす。離乳は母親に次の仔が産まれる直前に起こる。3歳になると黒い毛が抜ける。大人になると、毎年3月から5月の間に毛が生え替わる。

### 食性と採餌
浅海で夜に狩りをする。餌となるハダカイワシが海面近くにやってくるからである。ツツイカも食べる。